# Zhegra
Zhegër är en stad i Gjilan kommun, Kosovo.

## Geografi
Zhegra ligger nära Karadakbergen, i den sydöstra delen av Kosovo, i triangeln mellan Kosovo, Serbien och Makedonien. Området har goda förutsättningar för jordbruk och boskap.

## Demografi
Antal invånare i Zhegër: 
| år:            | 1948  | 1953  | 1961  | 1971  | 1981  | 1991  | 2011  |
| -------------- | ----- | ----- | ----- | ----- | ----- | ----- | ----- |
| Antal invånare | 2 181 | 2 468 | 2 741 | 3 138 | 3 929 | 4 683 | 3 327 |

Invånarantalet innefattar mellan åren 1948 och 1991 även byarna Demiraj, Hajjaj, Qurej, Selisht och Terziaj. Invånarantalet 2011 gäller däremot endast staden Zhegra.

## Ekonomi
Som i andra delar av Kosovo är det för närvarande (2019) hög arbetslöshet i området. Sysselsättning finns framför allt inom privat företagsamhet som marknadsförsäljning, restauranger, byggföretag och serviceföretag.